# Caesalpinia sappan
El brasilete de la India (Caesalpinia sappan) es una especie de árbol perteneciente a la familia  Fabaceae.    Es nativa de Asia Sudoriental y el archipiélago malayo, y fue originalmente llamado madera brezel en Europa.

## Hábitat y distribución
Originaria de Birmania, China y Vietnam. No requiere cuidados especiales, necesita agua y soporta bien la sequedad.

## Propiedades
Esta planta tiene muchos usos.  Posee propiedades como anti-bacterial y por su lucha contra las propiedades coagulantes.  También produce un tipo  de tinte rojizo llamado brazilina (brasilina), usado para teñir las telas, así como la fabricación de pinturas y tintas de color rojo. 
Sappanwood era objeto de un comercio importante  durante el siglo XVII, cuando se exportó desde naciones del sudeste asiático (especialmente Siam) a bordo de buques de sello rojo hasta Japón.
Principios activos: De la madera se extrae un aceite esencial, ácido gálico y algunas saponinas.
Indicaciones: es astringente, emenagogo. La madera tiene propiedades como bactericida y hemostático. En sus lugares de origen se comen las semillas crudas y se han usado en casos de diarreas, contra los vómitos de sangre y las hemorragias uterinas.
Otros usos: Jardinería (parques, arboledas, barreras, etc.). La madera se ha usado como colorante rojo, es tan dura como el ébano.

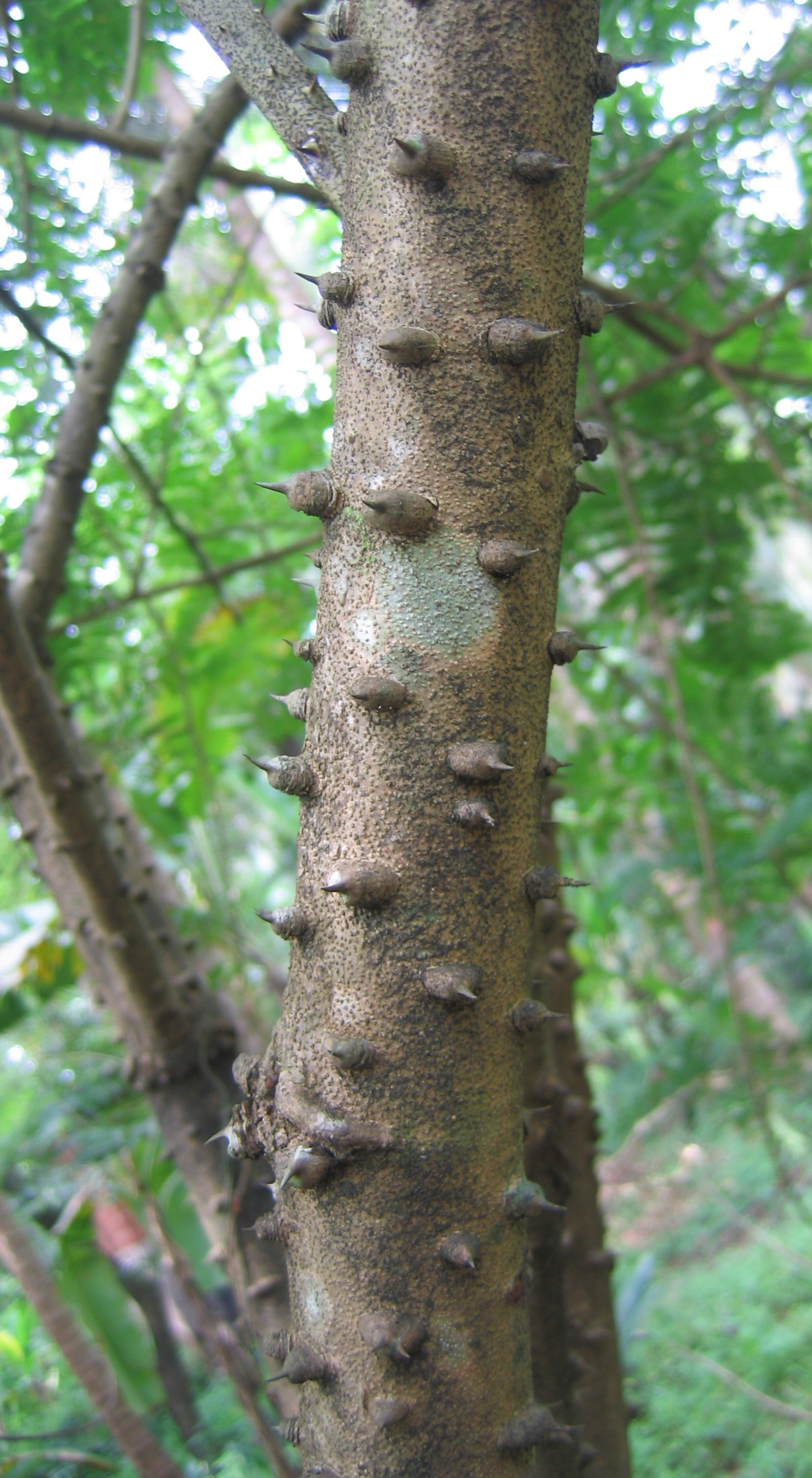
corteza

## Taxonomía
Caesalpinia sappan fue descrito por Carlos Linneo  y publicado en Species Plantarum 1: 381. 1753.
Etimología
Caesalpinia: nombre genérico que fue otorgado en honor del botánico italiano Andrea Cesalpino (1519-1603).
sappan: epíteto
Sinónimos
- Biancaea sappan (L.) Tod.[5]

## Nombres comunes
- Brasilete de la India, palo brasil, palo sapán de la India, sapang de Filipinas, sibucao de Filipinas.[6]
- Uña de gato (en Filipinas)[6]
- Brasilere